# Jacob Appelbaum
Pour les articles homonymes, voir Appelbaum.

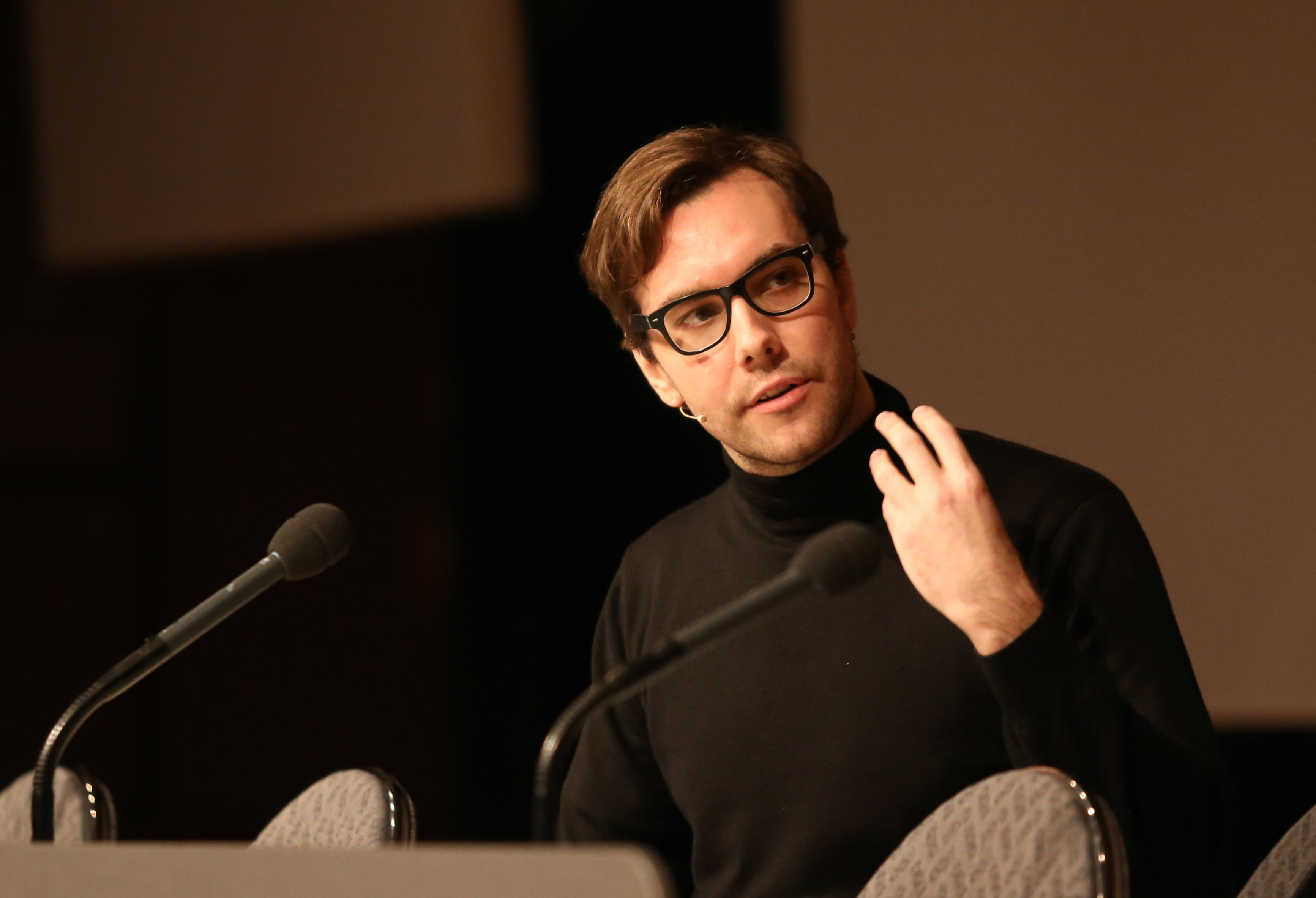
Jacob Appelbaum (2013)

Jacob Appelbaum est une personnalité américaine du logiciel libre, à la fois chercheur indépendant en sécurité informatique et l'un des principaux hackers du projet Tor,. Il travaille actuellement au développement de ce projet au sein de l'université de Washington aux États-Unis. Appelbaum est également connu pour avoir représenté WikiLeaks à la conférence HOPE 2010,,.
Son militantisme s'inscrit sous le spectre du logiciel libre dans une démarche à la fois technique, politique et sociale,, avec l'idéal d'une société plus démocratique, par la lutte contre la censure, la protection des libertés fondamentales et le respect de la vie privée sur internet.
Il a quitté le projet Tor le 25 mai 2016. Cette annonce a été réalisée sur le blog du projet et serait motivée par des accusations de maltraitances sexuelles effectuées par Appelbaum contre d'autres employés,,. Jacob Appelbaum nie ces allégations.

## Engagements, hacking et logiciel libre
Il représente WikiLeaks en juillet 2010 lors de la conférence HOPE 2010. Son discours résonne comme la voix fantomatique de Julian Assange dont la présence était initialement prévue mais qui n'est plus entré aux États-Unis depuis l'arrestation de Chelsea Manning. Appelbaum appelle au rassemblement de la communauté hacker, au-delà des divergences politiques. Ce discours « très puissant et émouvant » selon un membre de la communauté se termine par la diffusion de la vidéo Collateral Murder. Appelbaum devient à cette occasion la cible privilégiée des agents fédéraux du département de la Sécurité intérieure des États-Unis,, lesquels obtiennent les données de son compte Twitter sur ordonnance du tribunal ; il est ainsi retenu à la frontière américaine par le Service des douanes et de la protection des frontières à cinq reprises après des voyages à l'étranger, et son ordinateur portable et plusieurs téléphones mobiles saisis à chaque fois.
Appelbaum est membre de l'organisation hacker cDc depuis juillet 2008 et cofondateur avec Mitch Altman du hacklab de San Francisco Noisebridge. Il s'est par ailleurs investi dans diverses ONG, parmi lesquelles Greenpeace, Ruckus Society (en) ou Rainforest Action Network. Il est également photographe amateur et devient en décembre 2006 l'ambassadeur officiel du groupe d'art alternatif monochrom (en).
Il participe au projet FreedomBox depuis son lancement en février 2011 avec d'autres hackers et personnalités du libre, parmi lesquels Eben Moglen, Bdale Garbee ou Rob Savoye.

## Recherches en sécurité informatique
Jacob Appelbaum collabore au début de l'année 2008 aux travaux de recherche de l'université de Princeton visant à démontrer la vulnérabilité des systèmes de chiffrement BitLocker, FileVault, Dm-crypt et TrueCrypt. L'équipe est dirigée par Edward Felten de l'université de Princeton et comprend d'autres personnalités, parmi lesquelles Seth Schoen (en) (Electronic Frontier Foundation) ou William Paul (Wind River). Une attaque par démarrage à froid de la mémoire DRAM permet enfin de récupérer les clefs de chiffrement d'une partition de disque dur indépendamment du système d'exploitation.
Fin 2008, il identifie avec d'autres hackers une vulnérabilité dans l'infrastructure à clés publiques (PKI) utilisée pour délivrer des certificats numériques pour la sécurisation de sites Web. Les faiblesses connues de la fonction de hachage MD5 sont utilisées pour créer une fausse autorité de certification reconnue par tous les navigateurs. Ce certificat permet d'usurper l'identité de n'importe quel site web sur Internet, y compris les banques ou les sites de commerce électronique sécurisés utilisant le protocole HTTPS.

## Allégations d'abus sexuel
Une partie des organisations avec lesquelles il collabore, ainsi que son employeur Tor, mettent fin à leur collaboration avec lui en juin 2016 suivant des allégations d'abus sexuels,,,,. Appelbaum nie ces allégations. Des personnalités le soutiennent publiquement  en mettant en avant le droit à un procès équitable, et remettant en cause les procès tenus sur des médias sociaux, tout en questionnant la fiabilité des allégations,,, tandis que d'autres mettent en avant la façon dont l'incident a changé l'attitude de la communauté de la sécurité de l'informatique (Infosec)  concernant les abuseurs potentiels qu'elle pourrait receler. L'affaire a eu des répercussions dans le monde de la confidentialité en ligne. Alors que les médias nord-américains ont traité les allégations d'abus comme crédibles, la médiatisation en Allemagne, où est domicilié Appelbaum était très critique.

## Publications
- (en) Cold Boot Attacks on Encryption Keys [PDF] - 2008 USENIX Security Symposium (21 février 2008).
- Menace sur nos libertés : Comment Internet nous espionne. Comment résister, Robert Laffont, 2013, 245 p. (ISBN 978-2-221-13522-8 et 2-221-13522-9) (avec Julian Assange, Andy Müller-Maguhn et Jérémie Zimmermann).